# Lesbian Art Project

Lesbian Art Project (1977-1979) est un mouvement d'art participatif féministe et lesbien fondé par Terry Wolverton et Arlene Raven au sein du Woman's Building à Los Angeles aux États-Unis.  

## Historique
Le projet initial vise à donner une plate-forme aux perspectives lesbiennes et féministes des participantes à travers la performance, la création artistique, des salons, des ateliers et l’écriture. Un ouvrage est réalisé au cours du projet An Oral Herstory of Lesbianism, en 1979, qui documente les femmes lesbiennes et leurs sentiments, leurs points de vue, leurs expériences et leur expression. 
Lesbian Art Project est issu d'un désir continu d'Arlene Raven, cofondatrice du Woman's Building, à intégrer une programmation axée sur les lesbiennes dans le Feminist Studio Workshop, qui avait déjà lancé la Los Angeles League for the Advancement of Lesbianism in the Arts (Ligue pour l'avancement du lesbianisme dans les arts de Los Angeles, connu sous l'acronyme LALALA) en 1975. 
Les critiques et les artistes influencés par les principes du postmodernisme ont rejeté une grande partie des œuvres d'art réalisées dans une perspective féministe lesbienne dans les années 1970. Il en résulte un très petit nombre de connaissances ou d'écrits sur ce travail de pionnier. Les activités et les événements associés au Lesbian Art Project du Woman's Building à Los Angeles ont joué un rôle plus important dans l'histoire de l'art lesbien qu'on[Qui ?] ne le reconnaît souvent. Le projet a débuté avec six femmes travaillant ensemble dans le but commun d'accroître les opportunités pour les artistes lesbiennes et d'écrire un chapitre de l'art lesbien. Ce petit groupe s'est dissout en moins d'un an mais les fondatrices Terry Wolverton et Arlene Raven ont poursuivi leur quête d'un mouvement artistique lesbien. Au fur et à mesure de l'avancée du projet, elles sont devenues très productives et ont été en mesure d'intégrer le Lesbian Art Project au programme du Feminist Studio Workshop du Woman's Building. 
Au sein du Woman's Building, elles organisent un événement majeur basé sur les identités lesbiennes: The Oral Herstory of Lesbianism (Oral). Il est annoncé comme « Conte, théâtre et magie pour femmes seulement. »
Parallèlement à cet événement majeur, une base de données sur les artistes lesbiennes voit le jour. Terry Wolverton et Arlene Raven se séparent avant de terminer le livre prévu, mais elles continuent toutes deux individuellement à promouvoir l'art féministe et lesbien.
Le Great American Lesbian Art Show (GALAS) de 1980, également au Woman's Building, a partiellement succédé au Lesbian Art Project. 